# Mob Rules
Mob Rules är det brittiska heavy metal-bandet Black Sabbaths elfte album som släpptes 1981. Deras andra album med Ronnie James Dio som sångare.

## Låtar på albumet
All musik är skriven av Geezer Butler, Ronnie James Dio, Tony Iommi. Alla texter är skrivna av Ronnie James Dio.
1. "Turn Up the Night" - 3:42
2. "Voodoo" - 4:32
3. "The Sign of the Southern Cross" - 7:46
4. "E5150" - 2:54
5. "The Mob Rules" - 3:14
6. "Country Girl" - 4:02
7. "Slipping Away" - 3:45
8. "Falling off the Edge of the World" - 5:02
9. "Over & Over" - 5:28

## Medverkande
- Ronnie James Dio - sång
- Tony Iommi - gitarr
- Geezer Butler - elbas
- Vinny Appice - trummor

Andra medverkande
- Geoff Nicholls - keyboard